# Bergsøya (Gjemnes)
Bergsøya  est une île  de la commune de Gjemnes, du comté de Møre og Romsdal, dans la mer de Norvège.

## Description
L'île de 8,7 km2 est reliée à la municipalité de Kristiansund (au nord) et à la partie continentale de la municipalité de Gjemnes par le réseau Krifast (un réseau de 2 ponts et 1 tunnel sous-marin). Il est relié au continent à l'ouest par le pont de Gjemnessund (en), à l'île de Frei (et Kristiansund) au nord par le tunnel de Freifjord (en) et à l'île d'Aspøya dans la municipalité de Tingvoll à l'est par le pont de Bergsøysund (en). La route européenne 39 traverse l'île via les deux ponts et la route nationale 70 traverse l'île et pénètre dans le tunnel de Freifjord.

## Galerie

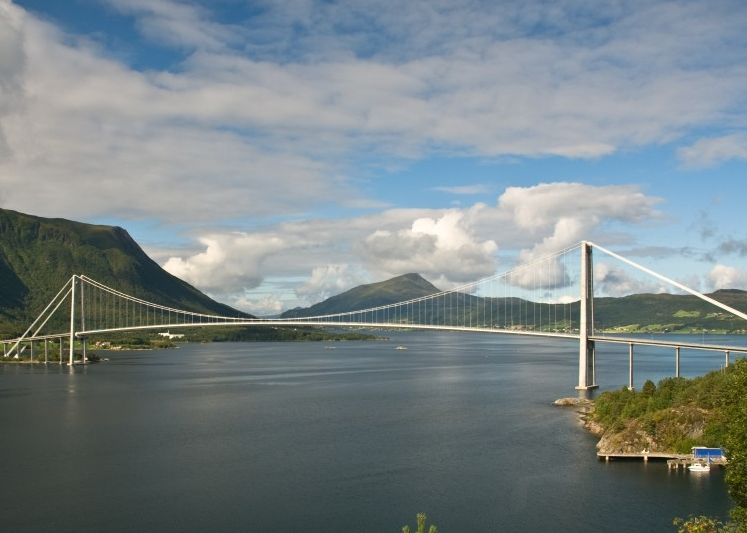
Pont de Gjemnes
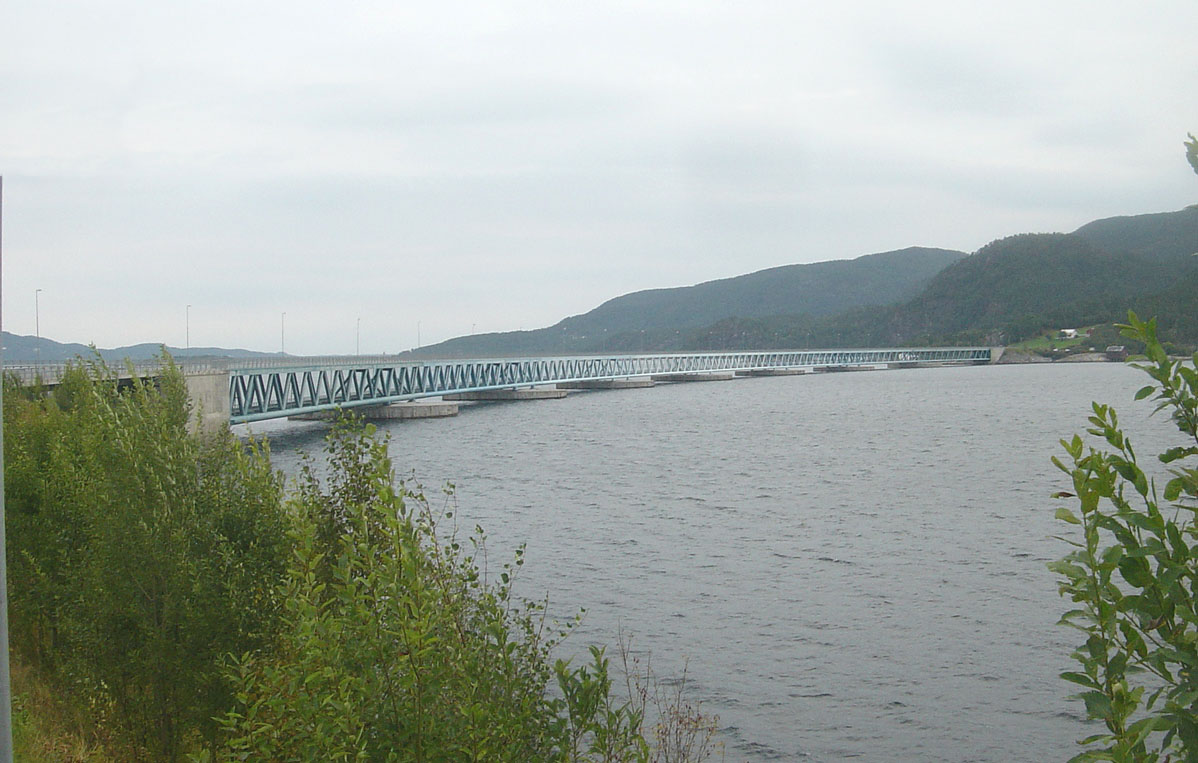
Le Pont de Bergsoya